# Aiba中標津
Aiba中標津（あいばなかしべつ）は、北海道標津郡中標津町にあるホッカイドウ競馬の場外勝馬投票券発売所である。
本項目では2013年より開設している「J-PLACE中標津（ジェイプレイスなかしべつ）」についても記述する。

## 施設概要
根室振興局管内唯一の場外発売所である。2013年3月23日より日本中央競馬会からの委託によりJRAの全レース場外発売を開始した（JRA発売時は「J-PLACE中標津」と呼称）。
発売所の施設・設備
自動発売機：6台
自動払戻機：2台
有人払戻窓口：1窓
オッズ表示・実況モニター
売店（専門紙などを販売）
飲食コーナー：2階

## アクセス
- 中標津町交通センターからタクシーで約10分

## 発売されている勝馬投票券の種類
全レース100円単位。
○…発売　△…他地区場外発売のみ　×…発売なし

### ホッカイドウ競馬
ばんえい競馬や他地区の広域場外発売時は、各主催者が発売している賭式に準じてすべての賭式を発売する。
なお、枠単を発売する場合でも枠単のオッズ表示は行わない。
| 単勝 | 複勝 | 枠番連複 | 枠番連単 | 馬番連複 | 馬番連単 | ワイド | 3連複 | 3連単 |
| ---- | ---- | -------- | -------- | -------- | -------- | ------ | ----- | ----- |
| ○    | ○    | ○        | △        | ○        | ○        | ○      | ○     | ○     |

### 日本中央競馬会
当日開催している競馬場の全競走を発売。
GI競走に限り、前日発売も実施。
| 単勝 | 複勝 | 枠番連複 | 枠番連単 | 馬番連複 | 馬番連単 | ワイド | 3連複 | 3連単 |
| ---- | ---- | -------- | -------- | -------- | -------- | ------ | ----- | ----- |
| ○    | ○    | ○        | ×        | ○        | ○        | ○      | ○     | ○     |